# 스테이지 파이터
《스테이지 파이터》(영어: Stage Fighter)는 2024년 9월 24일부터 11월 26일까지 엠넷에서 방영된 서바이벌 프로그램이다.